# پالایشگاه شکر

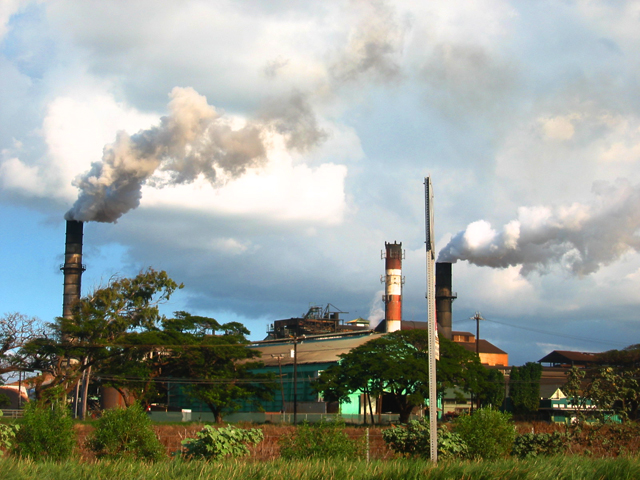
شرکت تجارت شکر هاوایی (HC&S)

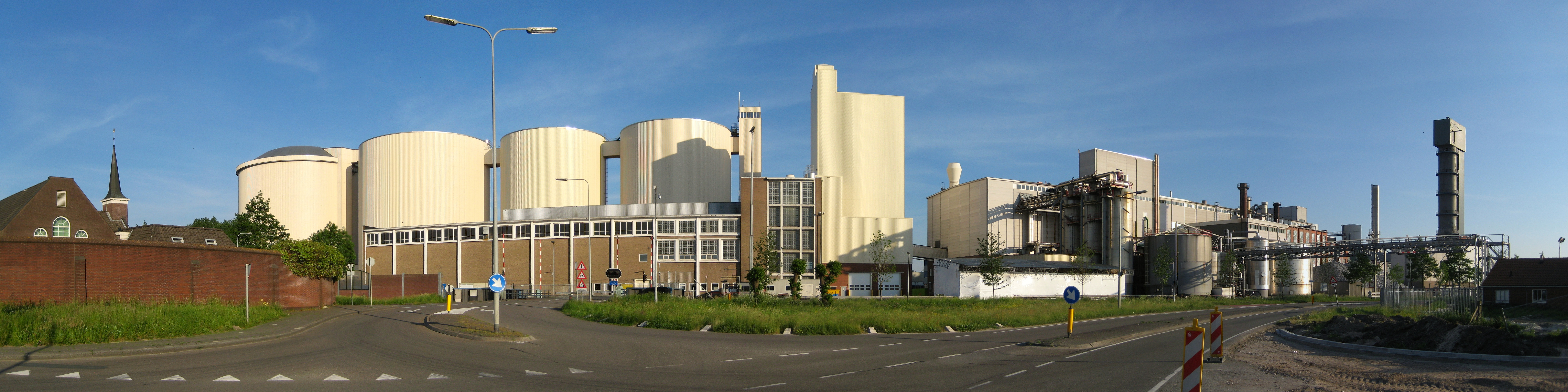
پالایشگاه شکر در خرونینگن هلند

پالایشگاه شکر یا پالایشگاه قند یک پالایشگاه است که فرایندهای تبدیل شکر خام (قهوه‌ای) تولیدشده در کارخانه‌های نیشکر به شکر سفید تصفیه‌شده، یا فرایندهای تبدیل چغندر قند به شکر تصفیه‌شده در آن انجام می‌شود. الجزایر، امارات و عربستان از کشورهایی هستند که از دهه ۱۹۹۰ پالایشگاه‌های شکر بسیاری ساخته‌اند. از دید تاریخی، پیشینهٔ پالایشگاه شکر به مصر در سده دوازدهم میلادی بازمی‌گردد.
شکر به‌دست‌آمده از چغندر قند جهت ازمیان‌بردن بو و مزهٔ قوی و بیشتر مواقع ناخواستهٔ چغندر، می‌بایست پالایش شود. فرایندهای پایانی پالایش ساکارز در چغندر و نیشکر تقریباً مشابه‌اند.

## فرایند شکر خام

### آمیختن با شهد غلیظ و گرم (Affination)
شکر خام در انبارهای بزرگ ذخیره می‌شود و سپس با استفاده از تسمه‌های ترابری به پالایشگاه شکر منتقل می‌شود. در فرایند پالایش سنتی شکر خام نخست با شهد غلیظ مخلوط شده و برای شسته‌شدن پوشش بیرونی کریستال‌های خام، که خلوص کمتری از کریستال داخلی دارد، سانتریفیوژ می‌گردیده. بسیاری از پالایشگاه‌های شکر امروزی به سامانه‌های پولاریزاسیون (ایجادکننده دوقطبی) مجهز هستند و نیازی به این فرایند ندارند.

### غربال‌گری (Screening)
شکر به‌دست آمده از مرحله پیشین، برای ساختن یک شهد (دارای حدود ۷۰ درصد مواد جامد محلول) و با افزودن فسفریک اسید و کلسیم هیدروکسید که با هم واکنش داده و کلسیم فسفات را رسوب می‌دهند؛ حل می‌شود. ذرات کلسیم فسفات بسیاری از آلودگی‌ها را به دام انداخته و آنان را بر بالای مخزن شناور کرده تا عوامل کارخانه آنان را حذف کنند.
پس از غربال کردن همه مواد جامد باقی‌مانده، شهد شفاف با استفاده از زغال استخوان گاو یا کربن فعال یا رزین تبادل یونی (در کارخانه‌های مدرن)؛ رنگ‌زدایی می‌شود تا به شکل کاملاً بی‌رنگ درآید.

### برج شکر (Sugar house)

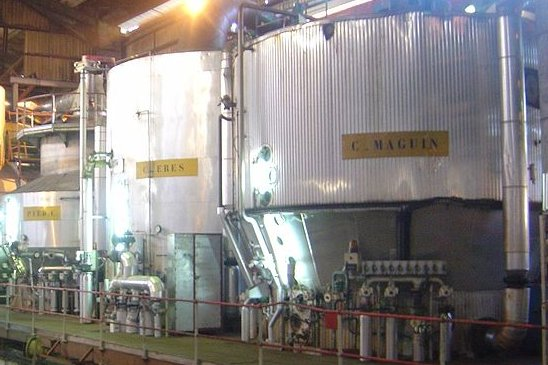
دیگ‌های خلأ

شهد خالص‌شده سپس تا حد فوق‌اشباع تغلیظ می‌شود و دوباره تحت فشار خلأ متبلور می‌شود تا شکر سفید به‌دست آید. مانند آنچه در کارخانه‌های نیشکر رخ می‌دهد؛ بلورهای شکر از مادر آب به‌وسیلهٔ سانتریفیوژ جدا می‌شوند. برای تولید شکر دانه‌ریز، بلورهای شکر باید خشک شوند تا به یک‌دیگر نچسبند و توده تشکیل ندهند.

### انبارش و خشک‌کردن شکر
خشک‌کردن شکر نخست با خشک‌کن چرخشی داغ و سپس با دمیدن هوای سرد به مدت چند روز در سیلوهای تهویه انجام می‌گیرد. محصول پایانی در سیلوهای بزرگ فلزی یا بتنی ذخیره می‌شود. سپس به‌صورت فله یا کیسه‌های بزرگ یا کیسه‌های ۲۵–۵۰ کیلویی برای مشتری بسته‌بندی می‌شود.
این محصول باید با احتیاط حمل شود زیرا گَردانفجار در شکر بسیار محتمل است.

## فرایند چغندر قند

### پاک‌کردن و له‌کردن
چغندرقند برداشت‌شده ابتدا در کارخانه قند شسته‌شده و از اجزای خاک (رس، شن و سنگ‌ها) پاک می‌شود و بلافاصله پس از آن به‌صورت خردشده (خلال) درمی‌آید.

### شستشو و ته‌نشینی مواد نامحلول

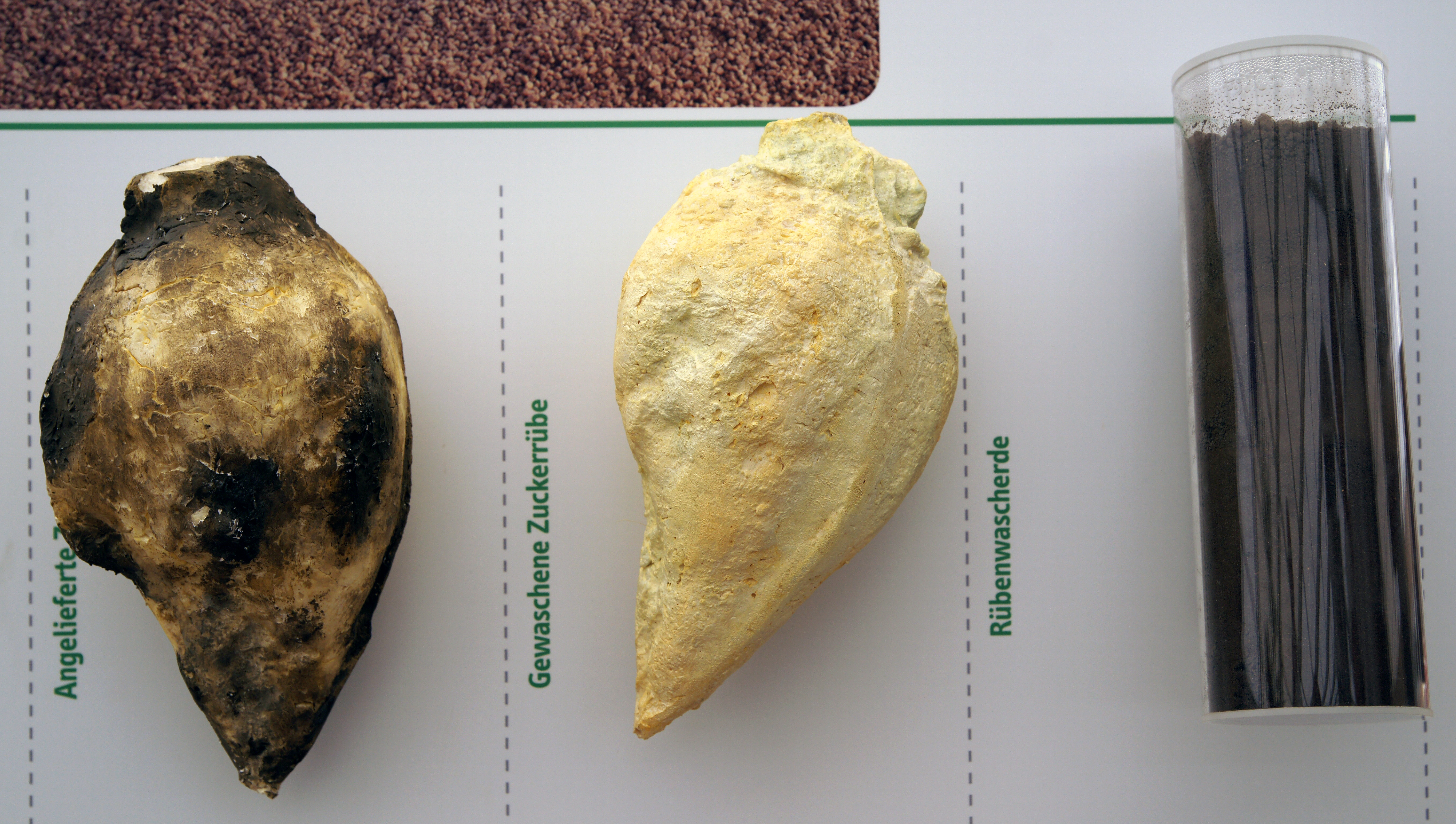
از چپ به راست؛ چغندر برداشت‌شده، چغندر پاک‌شده و چغندر شستشو شده

سپس شهد خام به‌وسیلهٔ جریان متداخل آب داغ در برج عصاره‌گیری توسط فرایند انتشار از چغندر خارج می‌شود و به میزان ۹۹٪ حل می‌شود. نتیجه یک مایع آبی-مشکی با حدود ۱۴٪ شکر همراه‌با مواد آلی و معدنی دیگری است که باید تا پیش از تبلور حذف شوند. این کار با استفاده از شیره آهک انجام می‌شود که اسیدها را خنثی کرده و pH را جهت بازگشت به حالت شکر تا ۱۱ بالا می‌برد (شکسته‌شدن ساکارز به گلوکز و فروکتوز). در این شرایط ۳۵٪ آلاینده‌ها می‌توانند حذف شوند. به‌طور مثال بسیاری از یون‌های فلزی به‌صورت هیدروکسیدهای سخت محلول رسوب می‌کنند. آتش زدن آهک موجود در شیره آهک مستقیماً در کارخانه به دلیل کربن دی‌اکسید ناشی از افروختن آهک، که خود باعث اتصال یون‌های کلسیم باقی‌مانده به کلسیم کربنات (آهک) می‌شود، انجام می‌گیرد. سپس آهک از شهد رقیق توسط فیلترهای شمعی و فشاری جدا می‌شود. آهک به‌دست آمده معمولاً به کشاورزان جهت افزایش pH خاک یا جهت کوددهی فروخته می‌شود.
محصولات جانبی فرایندهای انتشار، خلال‌های چغندر با عصارهٔ خارج شده هستند که تا ۳۰ تا ۳۴ درصد ماده خشک خود فشرده شده‌اند. آب فشرده به برج استخراج با پمپ بازگردانیده می‌شود و خلال‌ها تا رسیدن به ۹۰٪ ماده خشک، خشکانده می‌شوند سپس با پرس به ملاس و تفاله تبدیل می‌شوند که تفاله به کارخانجات خوراک دام فروخته می‌شود.

### تبخیر
شهد روشن، پاک، خالص و زرد رنگ در مرحلهٔ تبخیر، در یک فرایند چندمرحله‌ای غلیظ‌تر می‌شود. بخار خروجی در چند مکان از کارخانه برای ایجاد گرما استفاده می‌شود. به‌طور مثال گرمای لازم در برج شکر از گرمایش بخار خروجی در این مرحله به‌دست می‌آید. به‌هنگام خروج بخار در این مرحله، شهد به ۷۰٪ در شاخص ماده خشک رسیده‌است.

### تبلور

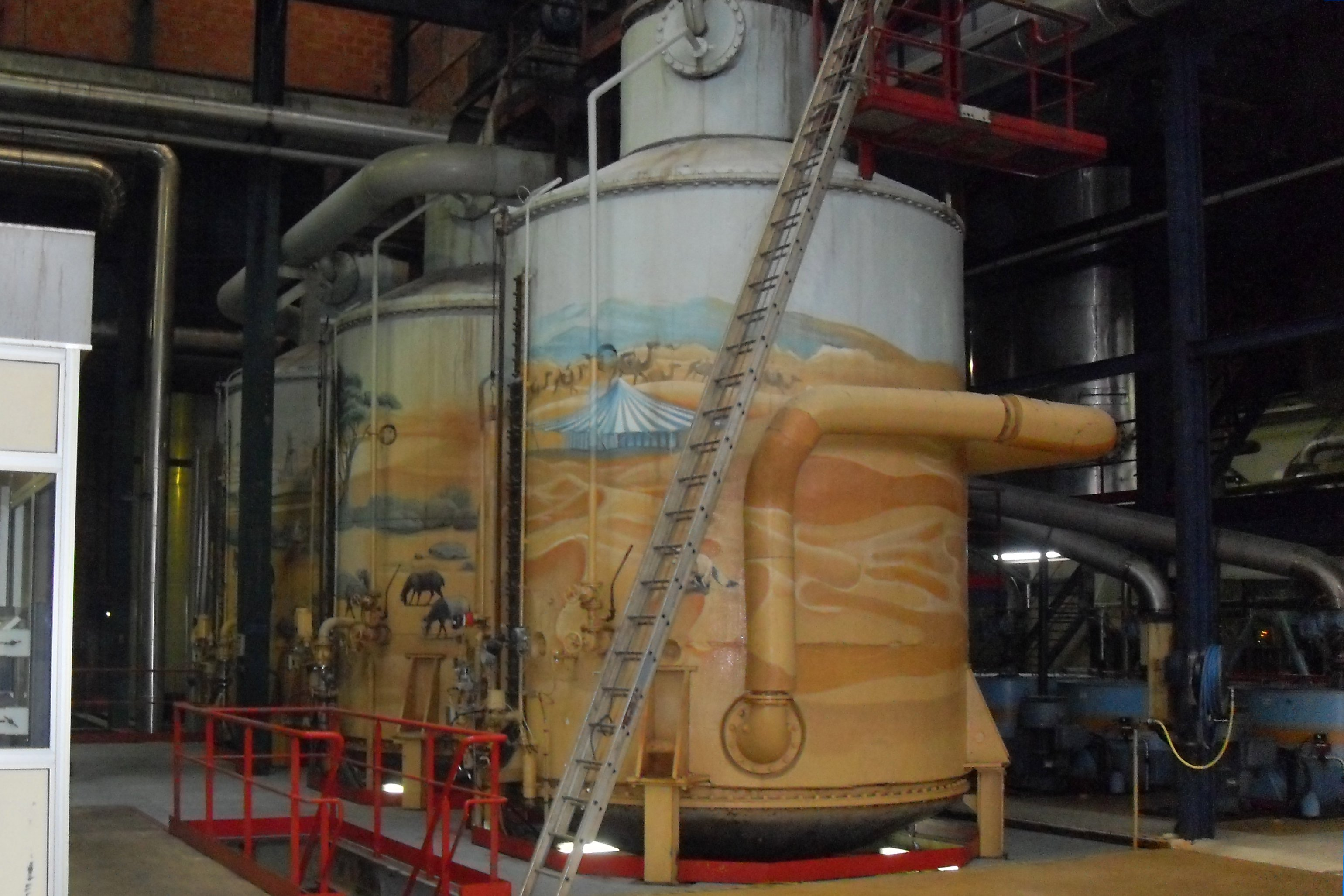
تبلور تبخیری در یک کارخانه قند

سرانجام شکر با بالابردن‌های پی‌درپی دما و پایین‌آوردن‌های پی‌درپی فشار متبلور شده و از شهد استخراج می‌شود (مقدار شکر ۶۵–۸۰٪). محصول میانی، مخلوطی با نام ماگما از شکرهای دانه‌دانه و محلولی غلیظ است.

### پالایش
در طی تبلور، یک سوسپانسیون کریستالی در دستگاه پخت تشکیل می‌شود. دیگ‌ها به‌وسیلهٔ بخار واحد تبخیر گرم شده و تحت شرایط خلأ نگه‌داشته می‌شود تا بتوان در دمای اندکی آب را به تبخیر رساند (جهت بهره‌وری انرژی). سوسپانسیون کریستالی به‌دست آمده از دیگ بخار دارای حدود ۵۰٪ شکر متبلور است که از مایع مادری با استفاده از سانتریفیوژ خودکار جدا شده سپس شسته‌شده و خشک می‌گردد. پس از خشک‌کردن، شکر پالایش‌شده در سیلوی دارای کنترل تهویه نگه‌داری و سپس حمل می‌شود.

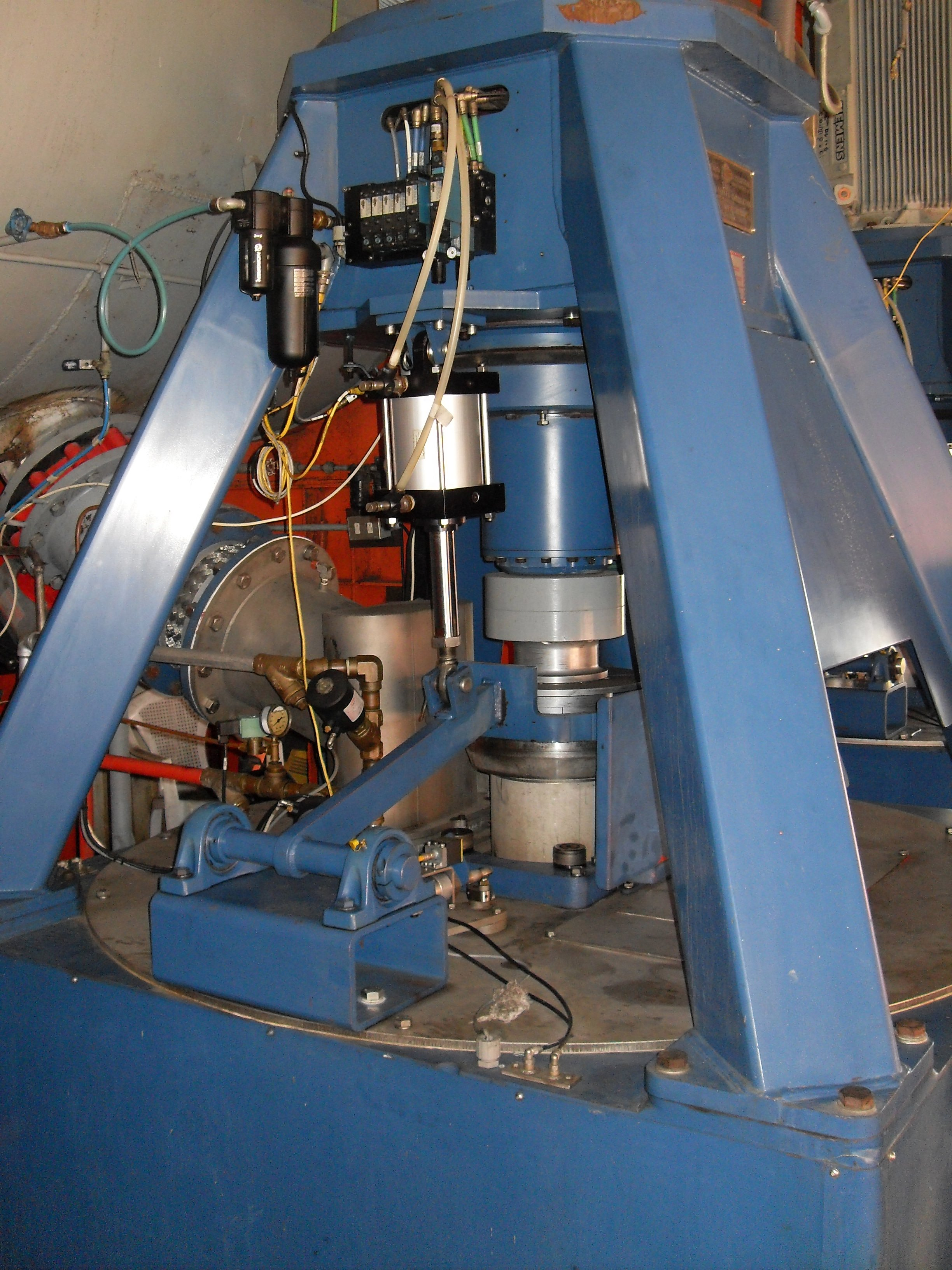
سانتریفیوژ شکر

بلافاصله پس از تبلور، شکر در کیسه بسته‌بندی و در انبار ذخیره می‌شود. در بسیاری از کارخانه‌های کشورهای درحال توسعه این فرایند هنوز به همین شکل انجام می‌شود. شکر قهوه‌ای خلوص کمتری را نسبت به شکر سفید دارد. ملاس به‌عنوان یک محصول فرعی دارای ۵۰٪ شکر است که نمی‌تواند شکر بیشتری را در خود نگاه دارد. ملاس در صنایع غذایی برای تولید مخمر استفاده می‌شود و همچنین در داروسازی و تولید عرق نیشکر کاربرد دارد. همچنین از ملاس به‌عنوان افزودنی در تولید خوراک دام استفاده می‌شود.
برای افزایش بازدهی در تبلور، ملاس تحت فرایندهایی قرار می‌گیرد. یکی از اقتصادی‌ترین روش‌ها به این منظور فرایند کوئنتین است. در این روش ملاس با یک تبادل‌کننده کاتیونی که با یون‌های منیزیم بارگیری شده‌است؛ تیمار می‌شود. به‌وسیلهٔ فرایند نمک‌زدایی، نمک‌های سدیم و پتاسیم به نمک‌های منیزیم تبدیل می‌شوند که این‌گونه بازدهی ساکارز افزایش می‌یابد.

## اتوماسیون در پالایشگاه‌های قند و شکر
مانند بسیاری از صنایع دیگر، اتوماسیون در پالایشگاه‌ها و کارخانجات قند و شکر در دهه‌های گذشته رشد بسیاری داشته‌است. فرایند تولید به‌طور کلی توسط یک سامانه کنترل صنعتی مرکزی انجام می‌شود که به‌گونه مستقیم بسیاری از ماشین‌ها و اجزا را کنترل می‌کند. تنها ماشین‌های ویژه‌ای مانند سانتریفیوژها به‌دلایل امنیتی به‌صورت پی‌ال‌سی غیرمرکزی استفاده می‌شوند.